# شاخص گذرنامه هنلی
شناسه گذرنامه هنلی (به انگلیسی: Henley Passport Index) نمایه‌ای برای ارزش‌گزاری گذرنامه کشورهای جهان است. صاحب این شناسه، نهاد هنلی و شرکا (به انگلیسی: Henley & Partners) است.
این وبگاه، کار خود را در سال ۲۰۰۵ (میلادی) با نام «شناسه محدودیت روادید هنلی و شرکا» آغاز کرد و در ژانویه ۲۰۱۸ به «شناسه گذرنامه هنلی» تغییر نام یافت. این وبگاه، گذرنامه ۱۹۹ کشور جهان را بر پایه سفر بدون روادید، امتیازدهی و رده‌بندی می‌کند. شمار هر یک کشوری که با یک گذرنامه بتوان به آنها سفر کرد "یک امتیاز" حساب می‌شود. از سال ۲۰۰۶ (میلادی) با همکاری انجمن بین‌المللی حمل‌ونقل هوایی (یاتا) و داده رسمی به‌دست آمده از پایگاه داده‌های جهانی، نهاد هنلی و شرکا مقررات همه کشورها و سرزمین‌ها را تجزیه و تحلیل می‌کند.

## ارزش‌گزاری

### به‌روزرسانی
این شناسه چند بار در طول سال، گذرنامه‌های ۱۹۹ کشور و سرزمین در جهان را برای سفر به ۲۷۷ کشور و سرزمین دیگر در جهان، ارزش‌گزاری می‌کند.

### داده
داده این نمایه بر پایه داده انجمن بین‌المللی حمل‌ونقل هوایی (یاتا) و داده رسمی به‌دست آمده از پایگاه داده‌های جهانی تهیه می‌شود.

### محاسبه
این ارز‌ش‌گزاری بر پایه نیاز به روادید و مقایسه محدودیت گذرنامه کشورها با یکدیگر انجام می‌شود. اگر دارنده گذرنامه یک کشور برای سفر به کشور دیگر نیاز به روادید نداشته باشد یک امتیاز دریافت می‌کند. دریافت روادید یا هرنوع مجوز دیگر هنگام ورود به کشور مورد نظر هم، یک امتیاز محاسبه می‌شود. به بیان دیگر، برای انجام چنین سفری، لازم نیست که دارنده گذرنامه، روادید از مبدأ داشته باشد و پیش از خروج از کشور خود، برای ورود به کشور مقصد درخواست بدهد. در مقابل، برای نیاز به دریافت روادید یا مجوز دیگر از مبدا و پیش از سفر به کشور دیگر امتیاز ۰ صفر حساب می‌شود. با این کار، امتیاز داده شده به یک گذرنامه نشانه شمار کشورهایی است که دارنده گذرنامه می‌تواند بدون نیاز به دریافت روادید پیش از ورود به مقصد به آن کشورها سفر کند.
در این محاسبه، تنها گذرنامه عادی کشورها ارزش‌گذاری می‌شوند و گذرنامه‌های دیپلماتیک، اضطراری، یا موقت در نظر گرفته نمی‌شوند. همچنین فرض می‌شود که دارنده گذرنامه، توانایی‌های لازم مانند توانایی مالی و سلامتی برای سفر را دارد.

## رده‌بندی در مارس ۲۰۱۹
| رده | شهروندی                                                        | نمره |
| --- | -------------------------------------------------------------- | ---- |
| ۱   | سنگاپور، ژاپن، کره جنوبی                                       | ۱۸۹  |
| ۲   | آلمان                                                          | ۱۸۸  |
| ۳   | فرانسه، دانمارک، فنلاند، ایتالیا، سوئد                         | ۱۸۷  |
| ۴   | لوکزامبورگ، اسپانیا                                            | ۱۸۶  |
| ۵   | اتریش، هلند، نروژ، پرتغال، سوئیس، بریتانیا                     | ۱۸۵  |
| ۶   | ایالات متحده آمریکا، بلژیک، کانادا، یونان، جمهوری ایرلند       | ۱۸۴  |
| ۷   | جمهوری چک                                                      | ۱۸۳  |
| ۸   | مالت                                                           | ۱۸۲  |
| ۹   | استرالیا، ایسلند، نیوزیلند                                     | ۱۸۱  |
| ۱۰  | لتونی، لیتوانی، اسلواکی، اسلوونی، مجارستان                     | ۱۸۰  |
| ۱۱  | استونی                                                         | ۱۷۹  |
| ۱۲  | لیختن‌اشتاین                                                    | ۱۷۸  |
| ۱۳  | مالزی                                                          | ۱۷۷  |
| ۱۴  | شیلی                                                           | ۱۷۶  |
| ۱۵  | موناکو، لهستان                                                 | ۱۷۴  |
| ۱۶  | قبرس                                                           | ۱۷۳  |
| ۱۷  | برزیل، آرژانتین                                                | ۱۷۱  |
| ۱۸  | رومانی                                                         | ۱۷۰  |
| ۱۹  | بلغارستان، هنگ کنگ، سان مارینو                                 | ۱۶۹  |
| ۲۰  | آندورا، کرواسی                                                 | ۱۶۸  |
| ۲۱  | برونئی، امارات متحده عربی                                      | ۱۶۵  |
| ۲۲  | اسرائیل                                                        | ۱۶۱  |
| ۲۳  | باربادوس                                                       | ۱۵۹  |
| ۲۴  | مکزیک                                                          | ۱۵۸  |
| ۲۵  | اروگوئه                                                        | ۱۵۵  |
| ۲۶  | باهاما                                                         | ۱۵۴  |
| ۲۷  | سنت کیتس و نویس                                                | ۱۵۲  |
| ۲۸  | آنتیگوآ و باربودا، کاستاریکا، سیشل، ترینیداد و توباگو، واتیکان | ۱۵۰  |
| ۲۹  | تایوان                                                         | ۱۴۸  |
| ۳۰  | سنت وینسنت و گرنادین‌ها                                         | ۱۴۶  |
| ۳۱  | موریس، سنت لوسیا                                               | ۱۴۵  |
| ۳۲  | گرنادا، پاراگوئه                                               | ۱۴۳  |
| ۳۳  | پاناما، ماکائو                                                 | ۱۴۲  |
| ۳۴  | دومینیکا، السالوادور، هندوراس                                  | ۱۳۷  |
| ۳۵  | گواتمالا، ونزوئلا                                              | ۱۳۵  |
| ۳۶  | پرو                                                            | ۱۳۴  |
| ۳۷  | ساموآ                                                          | ۱۳۲  |
| ۳۸  | صربستان، جزایر سلیمان                                          | ۱۳۱  |
| ۳۹  | وانواتو                                                        | ۱۲۹  |
| ۴۰  | نیکاراگوئه، تووالو، اوکراین                                    | ۱۲۸  |
| ۴۱  | کلمبیا                                                         | ۱۲۶  |
| ۴۲  | مقدونیه شمالی، تونگا                                           | ۱۲۵  |
| ۴۳  | جزایر مارشال، مونته‌نگرو                                        | ۱۲۴  |
| ۴۴  | کیریباتی                                                       | ۱۲۳  |
| ۴۵  | ایالات فدرال میکرونزی، مولدووا                                 | ۱۲۱  |
| ۴۶  | بوسنی و هرزگوین                                                | ۱۱۹  |
| ۴۷  | پالائو، روسیه                                                  | ۱۱۸  |
| ۴۸  | آلبانی                                                         | ۱۱۶  |
| ۴۹  | گرجستان                                                        | ۱۱۴  |
| ۵۰  | ترکیه                                                          | ۱۱۰  |
| ۵۱  | بلیز، آفریقای جنوبی                                            | ۱۰۰  |
| ۵۲  | تیمور شرقی                                                     | ۹۷   |
| ۵۳  | اکوادور                                                        | ۹۳   |
| ۵۴  | کویت                                                           | ۹۲   |
| ۵۵  | فیجی                                                           | ۸۹   |
| ۵۶  | گویان                                                          | ۸۸   |
| ۵۷  | قطر                                                            | ۸۷   |
| ۵۸  | مالدیو، نائورو                                                 | ۸۶   |
| ۵۹  | جامائیکا، پاپوآ گینه نو                                        | ۸۳   |
| ۶۰  | بوتسوانا                                                       | ۸۲   |
| ۶۱  | بحرین                                                          | ۸۱   |
| ۶۲  | سورینام                                                        | ۷۹   |
| ۶۳  | بولیوی                                                         | ۷۸   |
| ۶۴  | بلاروس                                                         | ۷۷   |
| ۶۵  | قزاقستان، عمان                                                 | ۷۶   |
| ۶۶  | نامیبیا، تایلند                                                | ۷۵   |
| ۶۷  | چین، لسوتو                                                     | ۷۴   |
| ۶۸  | عربستان سعودی                                                  | ۷۳   |
| ۶۹  | کنیا، اسواتینی                                                 | ۷۲   |
| ۷۰  | مالاوی                                                         | ۷۱   |
| ۷۲  | اندونزی                                                        | ۷۱   |
| ۷۳  | ارمنستان، گامبیا، تانزانیا، زامبیا                             | ۶۸   |
| ۷۴  | جمهوری آذربایجان، فیلیپین، تونس                                | ۶۶   |
| ۷۵  | جمهوری دومینیکن، کیپ ورد، کوبا                                 | ۶۵   |
| ۷۶  | قرقیزستان، اوگاندا، زیمبابوه                                   | ۶۴   |
| ۷۷  | غنا                                                            | ۶۳   |
| ۷۸  | سیرالئون                                                       | ۶۲   |
| ۷۹  | بنین، هند، مغولستان، مراکش                                     | ۶۱   |
| ۸۰  | موریتانی، موزامبیک، سائوتومه و پرنسیپ، تاجیکستان، ازبکستان     | ۵۸   |
| ۸۱  | بورکینافاسو                                                    | ۵۷   |
| ۸۲  | گینه، ساحل عاج، سنگال                                          | ۵۶   |
| ۸۳  | بوتان (کشور)، گابن، مالی، توگو                                 | ۵۵   |
| ۸۴  | کامبوج، نیجر، رواندا                                           | ۵۷   |
| ۸۵  | گینه بیسائو، ماداگاسکار، چاد، ترکمنستان                        | ۵۳   |
| ۸۶  | کومور، لائوس                                                   | ۵۲   |
| ۸۷  | گینه استوایی، هائیتی، ویتنام                                   | ۵۱   |
| ۸۸  | الجزایر، اردن                                                  | ۵۰   |
| ۸۹  | آنگولا، مصر، جمهوری آفریقای مرکزی                              | ۴۹   |
| ۹۰  | کامرون، میانمار                                                | ۴۸   |
| ۹۱  | جمهوری کنگو، لیبریا، نیجریه                                    | ۴۷   |
| ۹۲  | بوروندی                                                        | ۴۶   |
| ۹۳  | جیبوتی                                                         | ۴۵   |
| ۹۴  | کوزوو                                                          | ۴۴   |
| ۹۵  | جمهوری دموکراتیک کنگو، سری‌لانکا                                | ۴۳   |
| ۹۶  | اتیوپی، کره شمالی، ایران                                       | ۴۲   |
| ۹۷  | بنگلادش، لبنان، لیبی، سودان جنوبی                              | ۴۱   |
| ۹۸  | نپال                                                           | ۴۰   |
| ۹۹  | فلسطین، سودان                                                  | ۳۹   |
| ۱۰۰ | اریتره                                                         | ۳۸   |
| ۱۰۱ | یمن                                                            | ۳۷   |
| ۱۰۲ | پاکستان                                                        | ۳۳   |
| ۱۰۳ | سومالی، سوریه                                                  | ۳۲   |
| ۱۰۴ | افغانستان، عراق                                                | ۳۰   |

## انتقاد
مشکل شناسه گذرنامه هنلی این است که تنها، کشورها را نشان می‌دهد و مدت زمان امکان حضور در آن کشورها نوشته نمی‌شود. برای آگاهی از این مدت زمان باید به وبگاه شناسه گذرنامه سر زد.